# Сумароково (Сафоновский район)
 Сумаро́ково — деревня в Сафоновском районе Смоленской области России. Население — 18 жителей (2013 год). Расположена в центральной части области в 30 км к северо-востоку от Сафонова, в 17 км севернее автомагистрали М1 «Беларусь», на левом берегу реки Днепр. Входит в состав Богдановщинского сельского поселения.

## История
В 1829 г. построена церковь Архангела Михаила. Храм воздвигнут на средства священника в стиле классицизма. Упоминается в «Смоленских епархиальных ведомостях», как село с каменной церковью, на ремонт которой в 1900 году вдовой коллежского советника Анной Типяковой пожертвовано 235 рублей.
В 1951 — 1953 годах к сельскому библиотекарю Голубеву И. С. приезжали на отдых писатели Фадеев А. А. и Иванов В. В.